# Cryptolestes weisei
Cryptolestes weisei is een keversoort uit de familie dwergschorskevers (Laemophloeidae). De wetenschappelijke naam van de soort werd in 1879 gepubliceerd door Edmund Reitter.